# Pyhäjoki (vattendrag i Lappland, lat 68,02, long 24,17)
Pyhäjoki är ett vattendrag i Finland.   Det ligger i landskapet Lappland, i den norra delen av landet, 900 km norr om huvudstaden Helsingfors. Pyhäjoki ligger vid sjön Pallasjärvi.